# Angelo Pezzaglia
Angelo Pezzaglia (Camposanto, 13 ottobre 1851 – Torino, 19 aprile 1915) è stato un attore italiano.

## Biografia
Pezzaglia, soprannominato "Angiolone" per la sua imponente figura, fu attore e capocomico di teatro, e tra i suoi meriti c'è quello di aver avviato alla recitazione, ancora bambina, la nipotina Paola Pezzaglia, che diventò un'importante attrice di teatro e di cinema, prim'attrice, tra l'altro, di Ermete Zacconi. Sua moglie fu l'attrice Elisa Malesci-Pezzaglia.
Attore versatile, fu molto attivo negli anni del cinema muto, anche in vari cortometraggi. Morì nel pieno della sua carriera a Torino, dove si era stabilito da tempo.
Una sua biografia, Angiolone che bestemmiò in Vaticano, di Gianni Greco, è uscita sotto forma di eBook nel 2015, a cento anni dalla morte.
Nel 2023 compare nel romanzo Su il sipario si muore - Gli strabilianti casi di Paolina Ventiquattrore, investigattirce, di Gianni Greco, edito da Scatole Parlanti, Viterbo, seguito, nel 2024, da Giù nel profondo buio - Gli strabilianti casi di Paolina Ventiquattrore, investigattrice, stesso autore, stesso editore.
La maggiore fonte di informazioni su Pezzaglia è l'Archivio Pezzaglia-Greco, curato dal discendente Gianni Greco. Nel 2013 l'Archivio è stato dichiarato dallo Stato Italiano "di interesse storico particolarmente importante".

## Filmografia
- Situazione comica, regia di Adolfo Re Riccardi (1909)
- Otello, regia di Ugo Falena e Gerolamo Lo Savio (1909)
- La signora dalle camelie, regia di Ugo Falena (1909)
- Michele Perrin, regia di Eleuterio Rodolfi (1913)
- L'anniversario, regia di Riccardo Tolentino (1914)
- La mamma è morta (1914)
- Fata Morgana, regia di Edoardo Bencivenga (1914)
- Lanterna rossa (1914)
- I soldatini del Re di Roma, regia di Eleuterio Rodolfi (1915)
- L'onore di morire, regia di Edoardo Bencivenga (1915)